# Inga Söderbaum

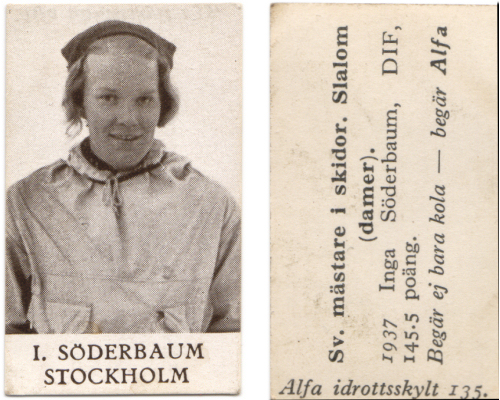
Inga Söderbaum vann DIF:s 158 SM-guld på seniornivå och blev samtidigt ett samlarkort.

Inga Margareta Söderbaum, senare Ohlsson, född 16 november 1911 i Ludvika, död 9 maj 2006 i Falun, var en svensk gymnast, gymnastikdirektör och skidåkare. Hon vann 1937 SM i slalom i Gustavsbergsbacken på Frösön och blev därmed Sveriges första mästarinna i slalom. Segertid var 145,5 sekunder, efter 89,3 sekunder i det första åket och 56,2 i det andra. Söderbaum tävlade för Djurgårdens IF och tog med sitt slalomguld klubbens 158:e SM-guld på seniornivå.
Från 1938 arbetade Söderbaum som gymnastiklärare i Hofors där hon 1940 gifte sig med Artur Ohlsson vid SKF Hofors Bruk. Hon är begravd på Skogskyrkogården i Falun.